# Liste der French-Open-Sieger (Damendoppel)
Diese Liste enthält alle Finalisten im Damendoppel bei den Championnat de France international de Tennis (bis 1967) und den French Open. Martina Navrátilová ist mit sieben Titeln Rekordchampion.
| Jahr                                      | Siegerinnen                                    | Finalgegnerinnen                           | Ergebnis        |
| ----------------------------------------- | ---------------------------------------------- | ------------------------------------------ | --------------- |
| 1907                                      | Adine Masson Yvonne de Pfoeffel                |                                            |                 |
| 1908                                      | Kate Fenwick Cecile Matthey                    |                                            |                 |
| 1909                                      | Jeanne Matthey Daisy Speranza                  |                                            |                 |
| 1910                                      | Jeanne Matthey Daisy Speranza                  |                                            |                 |
| 1911                                      | Jeanne Matthey Daisy Speranza                  |                                            |                 |
| 1912                                      | Jeanne Matthey Daisy Speranza                  |                                            |                 |
| 1913                                      | Blanche Amblard Suzanne Amblard                |                                            |                 |
| 1914                                      | Blanche Amblard Suzanne Amblard                |                                            |                 |
| 1915–1919 ausgefallen (Erster Weltkrieg)  |                                                |                                            |                 |
| 1920                                      | Élisabeth d’Ayen Suzanne Lenglen               |                                            |                 |
| 1921                                      | Suzanne Lenglen Germaine Pigueron              |                                            |                 |
| 1922                                      | Suzanne Lenglen Germaine Pigueron              |                                            |                 |
| 1923                                      | Suzanne Lenglen Didi Vlasto                    |                                            |                 |
| 1924                                      | Marguerite Broquedis Yvonne Bourgeois          |                                            |                 |
| 1925                                      | Suzanne Lenglen Didi Vlasto                    | Evelyn Colyer Kitty McKane                 | 6:1, 9:11, 6:2  |
| 1926                                      | Suzanne Lenglen Didi Vlasto                    | Evelyn Colyer Kitty McKane Godfree         | 6:1, 6:1        |
| 1927                                      | Irene Bowder Peacock Bobbie Heine              | Peggy Saunders Phoebe Holcroft Watson      | 6:2, 6:1        |
| 1928                                      | Phoebe Holcroft Watson Eileen Bennett          | Suzanne Deve Sylvia Lafaurie               | 6:0, 6:2        |
| 1929                                      | Lilí Álvarez Kea Bouman                        | Bobbie Heine Alida Neave                   | 7:5, 6:3        |
| 1930                                      | Helen Wills Moody Elizabeth Ryan               | Simone Barbier Simonne Passemard Mathieu   | 6:3, 6:1        |
| 1931                                      | Eileen Bennett Whittingstall Betty Nuthall     | Cilly Aussem Elizabeth Ryan                | 9:7, 6:2        |
| 1932                                      | Helen Wills Moody Elizabeth Ryan               | Betty Nuthall Eileen Bennett Whittingstall | 6:1, 6:3        |
| 1933                                      | Simonne Passemard Mathieu Elizabeth Ryan       | Sylvie Jung Henrotin Colette Rosambert     | 6:1, 6:3        |
| 1934                                      | Simonne Passemard Mathieu Elizabeth Ryan       | Helen Jacobs Sarah Palfrey                 | 3:6, 6:4, 6:2   |
| 1935                                      | Margaret Scriven Kay Stammers                  | Ida Adamoff Hilde Krahwinkel Sperling      | 6:4, 6:0        |
| 1936                                      | Simonne Passemard Mathieu Billie Yorke         | Susan Noel Jadwiga Jędrzejowska            | 2:6, 6:4, 6:4   |
| 1937                                      | Simonne Passemard Mathieu Billie Yorke         | Dorothy Andrus Sylvie Jung Henrotin        | 3:6, 6:2, 6:2   |
| 1938                                      | Simonne Passemard Mathieu Billie Yorke         | Arlette Halff Nelly Adamson Landry         | 6:3, 6:3        |
| 1939                                      | Simonne Passemard Mathieu Jadwiga Jędrzejowska | Alice Florian Hella Kovac                  | 7:5, 7:5        |
| 1940–1945 ausgefallen (Zweiter Weltkrieg) |                                                |                                            |                 |
| 1946                                      | Louise Brough Margaret Osborne                 | Pauline Betz Doris Hart                    | 6:4, 0:6, 6:1   |
| 1947                                      | Louise Brough Margaret Osborne                 | Doris Hart Patricia Todd                   | 7:5, 6:2        |
| 1948                                      | Doris Hart Patricia Todd                       | Shirley Fry Mary Arnold                    | 6:4, 6:2        |
| 1949                                      | Margaret Osborne duPont Louise Brough          | Joy Gannon Betty Hilton                    | 7:5, 6:1        |
| 1950                                      | Doris Hart Shirley Fry                         | Louise Brough Margaret Osborne duPont      | 1:6, 7:5, 6:2   |
| 1951                                      | Doris Hart Shirley Fry                         | Beryl Bartlett Barbara Scofield            | 10:8, 6:3       |
| 1952                                      | Doris Hart Shirley Fry                         | Hazel Redick-Smith Julia Wipplinger        | 7:5, 6:1        |
| 1953                                      | Doris Hart Shirley Fry                         | Maureen Connolly Julia Sampson             | 6:4, 6:3        |
| 1954                                      | Maureen Connolly Nell Hall Hopman              | Maud Galtier Suzanne Schmitt               | 7:5, 4:6, 6:0   |
| 1955                                      | Beverly Baker Fleitz Darlene Hard              | Shirley Bloomer Patricia Ward              | 7:5, 6:8, 13:11 |
| 1956                                      | Angela Buxton Althea Gibson                    | Darlene Hard Dorothy Head Knode            | 6:8, 8:6, 6:1   |
| 1957                                      | Shirley Bloomer Darlene Hard                   | Yola Ramírez Rosie Reyes                   | 7:5, 4:6, 7:5   |
| 1958                                      | Rosie Reyes Yola Ramírez                       | Mary Bevis Hawton Thelma Coyne Long        | 6:4, 7:5        |
| 1959                                      | Sandra Reynolds Renée Schuurman                | Yola Ramírez Rosie Reyes                   | 2:6, 6:0, 6:1   |
| 1960                                      | Maria Bueno Darlene Hard                       | Patricia Ward Hales Ann Haydon             | 6:2, 7:5        |
| 1961                                      | Sandra Reynolds Renée Schuurman                | Maria Bueno Darlene Hard                   | w.o.            |
| 1962                                      | Sandra Reynolds Price Renée Schuurman          | Justina Bricka Margaret Smith              | 6:4, 6:4        |
| 1963                                      | Ann Jones Renée Schuurman                      | Robyn Ebbern Margaret Smith                | 7:5, 6:4        |
| 1964                                      | Margaret Smith Lesley Turner                   | Norma Baylon Helga Schultze                | 6:3, 6:1        |
| 1965                                      | Margaret Smith Lesley Turner                   | Françoise Dürr Jeanine Lieffrig            | 6:3, 6:1        |
| 1966                                      | Margaret Smith Judy Tegart                     | Jill Blackman Fay Toyne                    | 4:6, 6:1, 6:1   |
| 1967                                      | Françoise Dürr Gail Sherriff                   | Annette van Zyl Pat Walkden                | 6:2, 6:2        |
| Beginn der Open-Ära                       |                                                |                                            |                 |
| 1968                                      | Françoise Dürr Ann Jones                       | Rosie Casals Billie Jean King              | 7:5, 4:6, 6:4   |
| 1969                                      | Françoise Dürr Ann Jones                       | Margaret Court Nancy Richey                | 6:0, 4:6, 7:5   |
| 1970                                      | Gail Sherriff Chanfreau Françoise Dürr         | Rosie Casals Billie Jean King              | 6:1, 3:6, 6:3   |
| 1971                                      | Gail Sherriff Chanfreau Françoise Dürr         | Helen Gourlay Kerry Harris                 | 6:4, 6:1        |
| 1972                                      | Billie Jean King Betty Stöve                   | Winnie Shaw Nell Truman                    | 6:1, 6:2        |
| 1973                                      | Margaret Court Virginia Wade                   | Françoise Dürr Betty Stöve                 | 6:2, 6:3        |
| 1974                                      | Chris Evert Olga Morosowa                      | Gail Sherriff Chanfreau Katja Ebbinghaus   | 6:4, 2:6, 6:1   |
| 1975                                      | Chris Evert Martina Navrátilová                | Julie Anthony Olga Morosowa                | 6:3, 6:2        |
| 1976                                      | Fiorella Bonicelli Gail Sherriff Lovera        | Kathy Harter Helga Masthoff                | 6:4, 1:6, 6:3   |
| 1977                                      | Regina Maršíková Pam Teeguarden                | Rayni Fox Helen Gourlay                    | 5:7, 6:4, 6:2   |
| 1978                                      | Mima Jaušovec Virginia Ruzici                  | Lesley Bowrey Gail Sherriff Lovera         | 5:7, 6:4, 8:6   |
| 1979                                      | Betty Stöve Wendy Turnbull                     | Françoise Dürr Virginia Wade               | 3:6, 7:5, 6:4   |
| 1980                                      | Kathy Jordan Anne Smith                        | Ivanna Madruga Adriana Villagrán           | 6:1, 6:0        |
| 1981                                      | Rosalyn Fairbank Tanya Harford                 | Candy Reynolds Paula Smith                 | 6:1, 6:3        |
| 1982                                      | Martina Navratilova Anne Smith                 | Rosie Casals Wendy Turnbull                | 6:3, 6:4        |
| 1983                                      | Rosalyn Fairbank Candy Reynolds                | Kathy Jordan Anne Smith                    | 5:7, 7:5, 6:2   |
| 1984                                      | Martina Navratilova Pam Shriver                | Claudia Kohde-Kilsch Hana Mandlíková       | 5:7, 6:3, 6:2   |
| 1985                                      | Martina Navratilova Pam Shriver                | Claudia Kohde-Kilsch Helena Suková         | 4:6, 6:2, 6:2   |
| 1986                                      | Martina Navratilova Andrea Temesvári           | Steffi Graf Gabriela Sabatini              | 6:1, 6:2        |
| 1987                                      | Martina Navratilova Pam Shriver                | Steffi Graf Gabriela Sabatini              | 6:2, 6:1        |
| 1988                                      | Martina Navratilova Pam Shriver                | Claudia Kohde-Kilsch Helena Suková         | 6:2, 7:5        |
| 1989                                      | Laryssa Sawtschenko Natallja Swerawa           | Steffi Graf Gabriela Sabatini              | 6:4, 6:4        |
| 1990                                      | Jana Novotná Helena Suková                     | Laryssa Sawtschenko Natallja Swerawa       | 6:4, 7:5        |
| 1991                                      | Gigi Fernández Jana Novotná                    | Laryssa Sawtschenko Natallja Swerawa       | 6:4, 6:0        |
| 1992                                      | Gigi Fernández Natallja Swerawa                | Conchita Martínez Arantxa Sánchez Vicario  | 6:3, 6:2        |
| 1993                                      | Gigi Fernández Natallja Swerawa                | Larisa Neiland Jana Novotná                | 6:3, 7:5        |
| 1994                                      | Gigi Fernández Natallja Swerawa                | Lindsay Davenport Lisa Raymond             | 6:2, 6:2        |
| 1995                                      | Gigi Fernández Natallja Swerawa                | Jana Novotná Arantxa Sánchez Vicario       | 6:76, 6:4, 7:5  |
| 1996                                      | Lindsay Davenport Mary Joe Fernández           | Gigi Fernández Natallja Swerawa            | 6:2, 6:1        |
| 1997                                      | Gigi Fernández Natallja Swerawa                | Mary Joe Fernández Lisa Raymond            | 6:2, 6:3        |
| 1998                                      | Martina Hingis Jana Novotná                    | Lindsay Davenport Natallja Swerawa         | 6:1, 7:64       |
| 1999                                      | Serena Williams Venus Williams                 | Martina Hingis Anna Kurnikowa              | 6:3, 6:72, 8:6  |
| 2000                                      | Martina Hingis Mary Pierce                     | Virginia Ruano Pascual Paola Suárez        | 6:2, 6:4        |
| 2001                                      | Virginia Ruano Pascual Paola Suárez            | Jelena Dokić Conchita Martínez             | 6:2, 6:1        |
| 2002                                      | Virginia Ruano Pascual Paola Suárez            | Lisa Raymond Rennae Stubbs                 | 6:4, 6:2        |
| 2003                                      | Kim Clijsters Ai Sugiyama                      | Virginia Ruano Pascual Paola Suárez        | 6:75, 6:2, 9:7  |
| 2004                                      | Virginia Ruano Pascual Paola Suárez            | Swetlana Kusnezowa Jelena Lichowzewa       | 6:0, 6:3        |
| 2005                                      | Virginia Ruano Pascual Paola Suárez            | Cara Black Liezel Huber                    | 4:6, 6:3, 6:3   |
| 2006                                      | Lisa Raymond Samantha Stosur                   | Daniela Hantuchová Ai Sugiyama             | 6:3, 6:2        |
| 2007                                      | Alicia Molik Mara Santangelo                   | Katarina Srebotnik Ai Sugiyama             | 7:65, 6:4       |
| 2008                                      | Anabel Medina Garrigues Virginia Ruano Pascual | Casey Dellacqua Francesca Schiavone        | 2:6, 7:5, 6:4   |
| 2009                                      | Anabel Medina Garrigues Virginia Ruano Pascual | Wiktoryja Asaranka Jelena Wesnina          | 6:1, 6:1        |
| 2010                                      | Venus Williams Serena Williams                 | Květa Peschke Katarina Srebotnik           | 6:2, 6:3        |
| 2011                                      | Andrea Hlaváčková Lucie Hradecká               | Sania Mirza Jelena Wesnina                 | 6:4, 6:3        |
| 2012                                      | Sara Errani Roberta Vinci                      | Marija Kirilenko Nadja Petrowa             | 4:6, 6:4, 6:2   |
| 2013                                      | Jekaterina Makarowa Jelena Wesnina             | Sara Errani Roberta Vinci                  | 7:5, 6:2        |
| 2014                                      | Hsieh Su-wei Peng Shuai                        | Sara Errani Roberta Vinci                  | 6:4, 6:1        |
| 2015                                      | Bethanie Mattek-Sands Lucie Šafářová           | Casey Dellacqua Jaroslawa Schwedowa        | 3:6, 6:4, 6:2   |
| 2016                                      | Caroline Garcia Kristina Mladenovic            | Jekaterina Makarowa Jelena Wesnina         | 6:3, 2:6, 6:4   |
| 2017                                      | Bethanie Mattek-Sands Lucie Šafářová           | Ashleigh Barty Casey Dellacqua             | 6:2, 6:1        |
| 2018                                      | Barbora Krejčíková Kateřina Siniaková          | Eri Hozumi Makoto Ninomiya                 | 6:3, 6:3        |
| 2019                                      | Tímea Babos Kristina Mladenovic                | Duan Yingying Zheng Saisai                 | 6:2, 6:3        |
| 2020                                      | Tímea Babos Kristina Mladenovic                | Alexa Guarachi Desirae Krawczyk            | 6:4, 7:5        |
| 2021                                      | Barbora Krejčíková Kateřina Siniaková          | Bethanie Mattek-Sands Iga Świątek          | 6:4, 6:2        |
| 2022                                      | Caroline Garcia Kristina Mladenovic            | Coco Gauff Jessica Pegula                  | 2:6, 6:3, 6:2   |
| 2023                                      | Hsieh Su-wei Wang Xinyu                        | Leylah Fernandez Taylor Townsend           | 1:6, 7:65, 6:1  |
| 2024                                      | Coco Gauff Kateřina Siniaková                  | Sara Errani Jasmine Paolini                | 7:65, 6:3       |
| 2025                                      | Sara Errani Jasmine Paolini                    | Anna Danilina Aleksandra Krunić            | 6:4, 2:6, 6:1   |